# Carillon (Drachten)
Het carillon in Drachten is ontworpen door architect Gunnar Daan en werd gebouwd in 1996.
Het carillon staat waar vroeger de ophaalbrug over de Drachtster Compagnonsvaart was. Op de draagbalken staat een tekst van de schrijver en dichter Harmen Wind. Deze verwijst naar de vier elementen; aarde, vuur, water en lucht en is zowel in het Nederlands (buitenkant) en in het Fries (binnenkant) aangebracht.
Uit aarde zijn wij geboren

het vuur staken wij uit de grond

het water droeg ons welvaart

lucht legt ons een lied in de mond
Ut ierde binne wy berne

it fjoer stutsen wy út de grûn

ta wolfeart woe it wetter ús drage

de loft hat in tankliet ús jûn

## Overkapping
In 2010 is op initiatief van het Oranjecomité in Drachten een overkapping van zeildoek gemaakt om tijdens de zomermaanden het carillon te kunnen gebruiken als muziekpodium. Het doek wordt geplaatst van april tot september.